# Scophthalmus maximus
Pour l’article ayant un titre homophone, voir Turbo.
Turbot, Turbot commun
Espèce
Scophthalmus maximus, le turbot ou turbot commun, est une espèce de poissons plats senestres, de la famille des Scophthalmidae. Ce poisson est pêché en mer ou élevé. Lorsqu'il est cuit entier, sa grande taille fait que l´on utilise souvent un récipient de cuisson adapté, la « turbotière ».

## Dénominations
- Nom scientifique valide : Scophthalmus maximus (Linnaeus, 1758)
- Nom normalisé accepté ou nom vulgaire recommandé ou typique en français : turbot[1],[2],[3], mais on cite parfois comme autre nom vulgaire : turbot commun[3]
- Nom(s) vernaculaire(s), pouvant désigner éventuellement d'autres espèces : turbot

Il ne faut pas confondre le turbot avec le flétan. Au Québec, en 2012, l'Office québécois de la langue française a normalisé l'appellation flétan du Groenland et n'a pas retenu l'appellation turbot du Groenland pour l'espèce Reinhardtius hippoglossoides. Très proche d'aspect, la barbue (Scophthalmus rhombus) est également confondue avec le turbot commun, mais sa chair est  différente.
L'expression « turbot de sable » désigne une autre espèce de poisson plat (Scophtalmus aquosus), qu'on trouve en Amérique du Nord.

## Aire de répartition
De la Norvège et l'Islande jusqu'au Maroc ainsi qu'en Méditerranée et en mer Noire.
Il a été introduit avec un certain succès dans les eaux de Nouvelle-Zélande.

## Description
Le turbot est un poisson plat gaucher, c'est-à-dire qu'il repose sur sa face droite. La face supérieure est recouverte de tubercules osseux (des écailles transformées) épars, ce qui le distingue de la barbue. Il pèse en moyenne 6 kg (jusqu'à 25 kg) pour une taille allant de 50 cm à 1 m.
Ce poisson peut vivre jusqu'à 25 ans.
Il est carnivore et se nourrit de petits poissons, de crustacés et de mollusques. 

### Reproduction
La période de fraie a lieu d'avril à août et chaque ponte donne de 5 à 15 millions d'œufs de 1 mm.

## Classification
Cette espèce a été décrite pour la première fois en 1758 par le naturaliste suédois Carl von Linné (1707-1778), mais comme appartenant au genre Pleuronectes. Déjà en 2015 les bases de référence mentionnaient majoritairement Scophthalmus maximus comme nom valide,,,,. 
Synonymes et noms mal appliqués :
- Pleuronectes cyclops (Donovan, 1806)
- Pleuronectes maeoticus (non Pallas, 1814)
- Pleuronectes maximus (Linnaeus, 1758)
- Pleuronectes turbot (Lacepède, 1802)
- Psetta maeotica (non Pallas, 1814)
- Psetta maxima (Linnaeus, 1758)
- Psetta maxima maxima (Linnaeus, 1758)
- Rhombus aculeatus (Gottsche, 1835)
- Rhombus maeoticus (non Pallas, 1814)
- Rhombus magnus (Minding, 1832)
- Rhombus maximus (Linnaeus, 1758)
- Rhombus stellosus (Bennett, 1835)
- Scophthalmus maeoticus (non Pallas, 1814)
- Scophthalmus ponticus (Ninni, 1932)

## Économie
Depuis les années 1980, on produit du turbot d'élevage, surtout en Espagne - 6 419 tonnes en 2006. La production européenne est stabilisée autour de 5 000 tonnes (2005).
Le turbot label rouge est élevé dans l'Ouest de la France (Bretagne, Charente-Maritime et Vendée), selon un cahier des charges visant à garantir la finesse (dont une faible teneur en graisses) et la fermeté de la chair. La place de la France dans la production de turbot de taille commerciale est modeste, moins de 1 000 tonnes. La France est, par contre, le leader mondial pour la production de juvéniles vers l'Europe ou la Chine[réf. nécessaire].

## Pêche
La production annuelle française, qui représente entre 600 et 800 tonnes de poisson, provient essentiellement de la Manche, du golfe de Gascogne et, dans une moindre mesure, de la Méditerranée. Toutefois, le turbot est aussi pêché sur des petits bateaux à la palangre le long des côtes bretonnes, au niveau de l'île d'Ouessant en particulier[réf. nécessaire].

### Tailles minimums de capture

#### Mailles légales pour la France
La maille du turbot, c'est-à-dire la taille légale de capture pour les pêcheurs amateurs et professionnels est de 30 cm en Manche, en Atlantique et en mer du Nord, et n'est pas fixée pour la Méditerranée. Ces tailles minimales légales sont fixées par l'arrêté du 16 juillet 2009 déterminant la taille minimale ou le poids minimal de capture et de débarquement des poissons et autres organismes marins ainsi que par de nombreux textes de référence[PDF] édictés par la Communauté européenne.

#### Mailles biologiques
La maille biologique, c'est-à-dire la taille à laquelle 100 % des turbots se sont reproduits est de 40 à 49 cm pour la Méditerranée et de 54 cm pour la Manche, l'Atlantique et la mer du Nord. Elle est donc nettement supérieure à la maille légale. Il en ressort, mathématiquement, que la maille légale en Méditerranée devrait être portée à 38 cm (au moins) pour éviter davantage la capture de juvéniles non reproducteurs et à 50 cm environ sur les côtes occidentales de l'Europe.

## Littérature
Ce poisson plat est le fil conducteur du roman "Le Turbot" de Günter Grass.